# Astegistidae
Astegistidae zijn  een familie van mijten. Bij de familie zijn 8 geslachten met circa 50 soorten ingedeeld.